# Дусметово
Дусме́тово (рос. Дусметово, башк. Дүсмәт) — присілок у складі Благоварського району Башкортостану, Росія. Входить до складу Кучербаєвської сільської ради.
Населення — 33 особи (2010; 28 в 2002).
Національний склад:
- башкири — 100 %